# محمد عاكف آرصوي
محمد عاكف آرصوي (بالتركية: Mehmet Âkif Ersoy)‏ (ولد في إسطنبول سنة 1290 هـ الموافق 1873م)، شاعر من أب تركي يسمى محمد طاهر وأم بخارية تدعى أمينة هانم، وتعلم العربية على يد والده الذي كان مدرساً في مدرسة الفاتح، ودرس الابتدائية والمتوسطة، ثم لما مات والده درس في مدرسة البيطرة، وتخرج فيها سنة 1893 ليعمل مفتشاً في وزارة الزراعة، ولم ينس أن يغترف من مصادر الإسلام فحفظ القرآن وهو ما زال بعد في التاسعة من عمره، على يد إمام جامع الفاتح، ودرس الحديث، واللغة العربية، ودرس أيضاً الفارسية والفرنسية.
بعد تخرجه في مدرسة البيطرة دار في الأناضول والبلقان وسوريا والجزيرة العربية، واقترب من الناس فعرف أحوالهم، وسير شؤونهم، ثم صار مدرساً في إسطنبول سنة 1906- 1907، وبعد إعلان الحكم الدستوري سنة 1908 شارك في إصدار مجلة الصراط المستقيم ونشر فيها أكثر أعماله الأدبية والفكرية، وفي السنة نفسها عُين مدرساً للأدب في دار الفنون «جامعة اسطنبول»، وأسند إليه تدريس الأدب العربي وأصول الترجمة بين العربية والتركية.

## أعماله

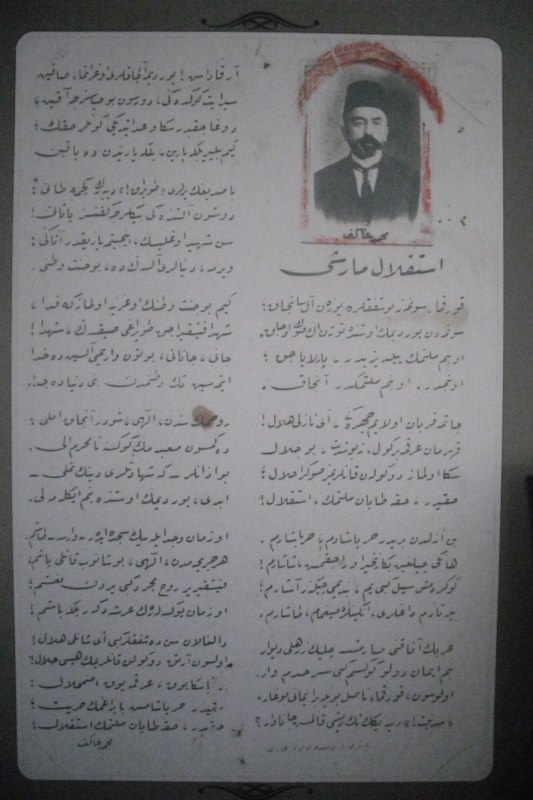
كتب النشيد الوطني في الأبجدية العثمانية

انتسب إلى جمعية الاتحاد والترقي التي خدعته بشعاراتها، فلما وقف على حقيقتها فترت علاقته بها فتوراً بيناً، وعارض أفكار ضياء آلب الذي كان بمثابة الأب الروحي لتلك الجمعية المشبوهة.
في سنة 1915 زار ألمانيا في مهمة من قبل الدولة فبقي في برلين ثلاثة أشهر، ورأى هنالك أسرى للمسلمين تابعين للدولة الروسية والإنجليزية فتفقد شؤونهم، ثم عاد إلى بلاده،

### نشيد الاستقلال
لما هُزمت الدولة العثمانية في الحرب العالمية الأولى ودخل الحلفاء تركيا شارك في تحرير بلاده بقصائد شعرية ملهبة، وانتخب بعد ذلك في مجلس النواب في دورته 1920-1923 ممثلاً عن محافظته، ثم لما انتهت مدته في مجلس النواب عاد إلى إسطنبول من أنقرة، ولم يدعه الحزب الحاكم لخوض الانتخابات مرة أخرى؛ ويبدو أن هذا كان بسبب اتجاهه الإسلامي الظاهر.
وفي تلك السنوات كتب نشيد الاستقلال الذي أقره البرلمان التركي ليكون نشيداً رسمياً لتركيا في 12 مارس سنة 1921، وكان هناك سبعمائة متسابق قدموا أناشيدهم قبله فلم يفز أي منهم، ومما جاء في هذا النشيد:
لا تخف، لن تطفأ الرايات في كبد السماء
ولسوف تبقى شعلة حمراء من غير انطفاء
إنها كوكب شعبي، سوف يبقى في العلاء
وهي ملكي، ملك شعبي لا جدال أو مراء
لا تقطب حاجبا، أرجوك، يا أحلى هلال
نحن أبطال تبسم، فلم القسوة؟ ما هذا الجلال؟
ابتسم دعنا نرى أحرام ما بذلنا من دماء أم حلال؟
الحق تعبد أمتي، والحق حق أمتي أن تستقل لا جدال!
قد عشت حرا منذ كان الكون، حرا لا أزال
عجبا، لمعتوه يصدق أن تقيدني سلاسل أو حبال
أنا مثل سيل هادر دفع السدود إلى نهايات الزوال
دوما أفيض، فأملأ الارجاء، أقتحم الجبال
قد سلحوا سور الحديد يحيط بالغرب الجحود
و يفيض بالايمان صدري فهو من خير الحدود
لن يخنقوا الايمان دعهم ليس ترهبنا الرعود
هذي «الحضارة» بعبع متكسر الأسنان صنو للجمود
يا صديقي! لا تجعل الأشرار يقتربون واحذر!
ولتجعل الاجساد درعا واجعل العدوان يقهر
فستشرق الايام، وعد الله، وعد لا يؤخر
فمن يدري يكون غدا؟ أم يا ترى سيكون أبكر؟
فتمهل حين تمضي وتأمل، هل ظننت الأرض رملا؟
تحتها ألف شهيد وشهيد نائم والأرض حبلى
لا تؤذهم يا ابن الشهيد كفاك منقصة وذلا
لا تمنح الوطن الجميل ولو منحوك هذا الكون سهلا
هذه الاوطان جنة، أليس تفديها الدماء؟
لو لمست الأرض لمسا لاستفاضت شهداء
لا أبالي لو فقدت الروح والاموال لا أخشى الفناء
كل ما أخشى ابتعادى عن بلادي أو فراق أو جفاء
إلى الآن هو النشيد الرسمي للدولة التركية ويردده مئات الملايين من الأتراك منذ قرابة تسعين سنة إلى يومنا هذا.

### مقالاته
كتب عاكف كثيراً من المقالات السياسية والأدبية في مجلته «الصراط المستقيم» والتي صار اسمها بعد ذلك «سبيل الرشاد»، ومما كتبه:
«لم يكن أمام مسلمي الأناضول التركي بعد أن رأوا حجم مصيبة الاعتداء على حرمة أراضيهم غير العودة مجدداً لحمل السلاح والعمل على صد حملات أهل الصليب في حضارة القرن العشرين».
وكتب منتقداً القومية التي شاعت في تركيا آنذاك: «يا جماعة المسلمين: أنتم لستم بعرب، ولا ترك، ولا بلقانيين، ولا أكراد، ولا قوقازيين، ولا شركس، أنتم فقط عبارة عن أفراد في أمة واحدة هي الأمة الإسلامية، وكلما حافظتم على الإسلامية لم تفقدوا قومياتكم».

### شعره
شغف في صدر شبابه بالشاعر الفارسي سعدي الشيرازي وترجم أكثر شعره إلى التركية، وأعجب بالشاعر المصري ابن الفارض.
أما شعره فمجموع في دواوين سبعة ما زالت تروج بين الأتراك،
- أبصر ديوانه الأول النور سنة 1911 وسماه بـ«صفحات»،
- في سنة 1912 صدر ديوانه الثاني بعنوان «في منبر السليمانية» جمع فيه مقطوعات من شعره الديني والأخلاقي،
- وفي سنة 1913 صدر ديوانه الثالث «أصوات الحق» الذي حوى إشارات في تفسير القرآن العظيم وبيان بعض الأحاديث الشريفة،
- وفي سنة 1914 صدر ديوانه الرابع «في منبر الفاتح» الذي أورد فيه شعره عن ثورات البلقان ضد الأتراك ونتائجها السيئة،
- وفي سنة 1917 صدر ديوانه الخامس: «الخواطر» الذي حوى شعره عن رحلته إلى مصر وألمانيا،
- ثم صدر ديوانه السادس: «عاصم» سنة 1919 الذي حوى شعره عن حرب الاستقلال،
- ثم صدر ديوانه السابع: «الظلال» الذي حوى أعماله من سنة 1918-1933.

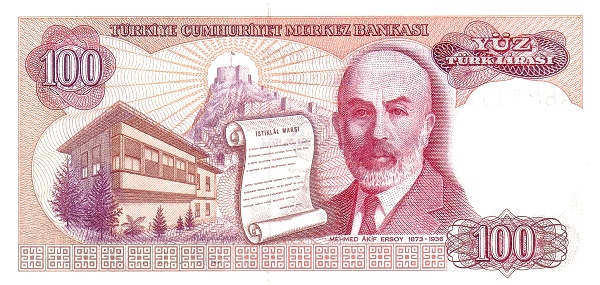
100 ورقة نقدية بالليرة من الخلف (1983–1989)

كتب قصيدة بعنوان «من صحراء نجد إلى المدينة المنورة» تحدث فيها عن زيارته للمدينة المنورة سنة 1914. من شعره الذي ترجمه صديقه الدكتور عبد الوهاب عزام رحمهما الله:
ما كنت لأقف معقود اللسان أقلب الطرف فيما حولي، ولم يكن لي بد أن أنوح لأوقظ الإسلام، إنما أريد أن تفور القلوب المرهفة الحس، الراسخة الإيمان... إني أنوح ولكن لمن؟ أين أهل الدار؟ أقلب طرفي فلا أظفر إلا بأمم نائمة.
ومن شعره لما زار الأقصر فوجد فيه سياحاً أجانب فرنسيين وإنجليزيين وألمانيين يحتسون الخمر، ورأى أمامه آثار الفراعنة فقال:
"رأيت أمامي نحو ثلاثة عشر نفراً من السائحين ما بين فرنسيين وإنجليز وألمان، مجتمعين زرافات ووحداناً وللكؤوس بينهم رنين، فالفرنسيين يضحكون لأن كيسهم المملوء يهز الدنيا المدينة لهم هزاً عنيفاً، وليس في الدنيا ما يحزنهم إلا هزيمة "سيدان"، ومع ذلك فإن الرغد والرفاهية ينسيان الإنسان أنكى الجروح. والإنجليز يضحكون وما أجدرهم بالضحك لأن الدنيا كلها رهن إشارتهم... يؤلبون شعوب الأرض بعضها على بعض وينظرون عن بُعد فرحين. والألمان يضحكون لأن قوة عضدهم كفيلة بأن يصدق العالم جميع ما يقولون، وما دام البشر لا يعطى الحق إلا للقوة، فما الحيلة في الوصول إلى الحق بغير القوة.
أضعيف أنت إذن؟ فالنحيب أولى بك، نعم في هذه الساحة من الصخب: صخب الحبور، وجلبة السرور، أنا وحدي اليأس الذي لا يبتسم، قد أخذت أبكي وما أجدرني بالبكاء، فأنا كالقريب من ديار ديني... هذه السهول لا ترجع حديثي، أيها الشرق العظيم، أيها العالم المترامي الأطراف: ليت شعري في أي بقعة من بقاعك نجد أبناءك السعداء، إن رأسك ترزح تحت الشدائد وعضدك واه، وذراعيك مغلولتان، ولما يهب نسيم الاستقلال على قلبك بعد، قد طفت في أرجائك كلها لأرى أمامي داراً للإسلام فكلّت قدماي.
وكلما تناهت إلي من سبيلي أصوات الأجانب لم تفض روحي الباكية إلا بخيبة الأمل فهل كان نصيبي أن أكون غريباً في قلب الإسلام، إن هذه العاقبة لأقصى انتقام للأيام، والآن وقد تقدمت بي السنون ووهت قدماي فعلى بنيّ أن يجاهدوا ويأخذوا بثأري".
وفي كلامه تشاؤم لكن أنى لمثله أن يتفاءل وهو يرى الأكثرية الساحقة من ديار الإسلام آنذاك محتلة ومسحوقة، وهو يرى أكثر المسلمين آنذاك في صدٍّ عن الإسلام وهجران لشريعته وشعائره.

### ترجمة معاني القرآن
ومن أعماله ترجمة معاني القرآن إلى التركية، صنع ذلك في مصر أيام منفاه فيها، لكنه – على حذره في الترجمة واهتمامه بها - لم يرض عن عمله هذا فطواه ولم ينشره حتى ذهب أدراج الرياح.

## وفاته
لما ألغى مصطفى كمال السلطنة فالخلافة، ونكّل بالشعب التركي كل التنكيل صُدم عاكف صدمة بالغة، وذلك لأنه كان يدعو إلى الوحدة الإسلامية في أشعاره وكتاباته، فرأى ذلك قد ذهب أدراج الرياح، ورأى أن التركي المسكين كان يُعدَم من أجل إصراره على الطربوش ورفضه القبعة، ورأى الإسلام يحارب حرباً شعواء، فلما وقف على ذلك كله آثر الخروج من تركيا فيمّم وجهه شطر مصر، التي زارها من قبل مرتين مدعواً من قبل صديقه الأمير عباس حليم باشا، سنتي 1914، 1924، ووصلها في المرة الثالثة سنة 1925.
توطدت صلته فيها بالأديب المصري عبد الوهاب عزام الذي مهد له الطريق إلى تدريس اللغة التركية في جامعة فؤاد: «القاهرة»، وهيأ له الصلة بمثقفي مصر، لكنه عانى في مصر من زوجه التي أصبحت حادة المزاج، وعانى من الفقر والوحدة، وعانى كثيراً من غربته، وفي سنة 1935 - بعد عشر سنوات من إقامته بمصر - غادرها إلى لبنان للاستجمام، ومن ثم إلى إسطنبول ليموت بها في 27 ديسمبر سنة 1936.
كان محرر مجلة «يدي كون» التركية الأستاذ قندمير قد اجتمع بالأستاذ في المستشفى، وإليكم أهم ما دار بينهما من الحديث الذي ترجمه إلى العربية الأستاذ محمد يلماز مدرس اللغة العربية بكلية الإلهيات بجامعة أولوداغ التركية:
- استغرق السفر من مصر إلى هنا ثلاث ليال غير أنها كانت بالنسبة لي ثلاثين قرناً، أمضيت هناك أحد عشر عاماً إلا أني شعرت في لحظة من اللحظات أني لو بقيت هناك أحد عشر يوماً أخرى لجُنّ جنوني.
- الشوق؟
- مؤلم جداً.
- طيب، ماذا عن فرحة اللقاء؟
- لا تسألني عن ذلك يا بني فأنا لا أجرؤ على طرح السؤال حتى على نفسي، لكني مع الأسف الشديد وجدت نفسي على هذا السرير بمجرد ما خرجت من الباخرة فلم أتمكن من مشاهدة أي شيء.
- ثم تحدث عن أيام الجهاد ضد الكفار الذين وطئوا أرض تركيا في الحرب العالمية الأولى، فقال: غادرت إسطنبول حيث أقلتنا سيارة من أُسكدار إلى قرية لا أتذكر اسمها في الوقت الحالي... كنا نستقل في رحلتنا تارة عربة تجرها الثيران وأخرى تجرها الأحصنة حتى وصلنا إلى أنقرة... كانت تلك الأيام ما أشد هياجها خصوصاً يوم سقطت بورصة... لكننا لم نفقد ثقتنا ولو يوماً واحداً ولم نسمح لليأس أن يتسرب إلى قلوبنا أبداً، فهل كان هناك مناص أمامنا غير الجد؟
- لم نكن نمتلك مدافع ولا بنادق لكننا كنا نمتلك إيماننا الراسخ في قلوبنا والحمد لله.
- كيف قمتم بكتابة نشيد الاستقلال؟
- حقاً إنما يكتب هذا الكلام بالإيمان والأمة المؤمنة فقط، فكروا معي قليلاً: هل كان بإمكاني أن أكتب كل هذا لو لم أمتلك الإيمان الراسخ وقتذاك... ولا بد لي أن ألفت الانتباه إلى أنه لا قيمة لنشيد الاستقلال على اعتبار أنه مجرد شعر وإنما تكمن قيمته في كونه أنه يعكس صفحة من صفحات تاريخنا بما فيها من آلام.
- وماذا عن النصر العظيم ؟
- كنا في فرحة غامرة.
- ألم تقوموا بكتابة شيء ما عند ذلك ؟
- نفدت كل طاقاتي في تلك اللحظات فلم أعد أقدر على التفكير في أي شيء ولا على سماع أيّ شيء، ولا كتابة أي شيء...
- كيف قضيتم الوقت في مصر ؟
- هناك مدينة اسمها حلوان تقع على بعد خمسة وعشرين كيلاً من القاهرة، وهي مدينة هادئة كنت أقطنها، فأنا بطبعي إنسان هادئ لا أحب الضجيج، وكذلك في إسطنبول كنت على الحال نفسها من قبل، ففضلت العيش في مدينة حلوان لغاية ما كلفت بمهمة في دار الفنون، وفي الأيام الأخيرة حللت بالقاهرة.
- فهل أحببتم مصر ؟
- نعم فهناك جوانب جميلة بمصر خصوصاً في فصل الشتاء، وكذلك في فصل الصيف لم أكن أتضايق من الطقس الحار... والبيوت بنيت على طراز يتناسب مع الطقس هناك فلا تتعدى الحرارة داخل الغرف في أشد الأيام حرارة ثمانياً وعشرين أو ثلاثين درجة...
- هل تسهل عليك الكتابة ؟
- لا، أبذل مجهوداً كبيراً وأُعمل ذهني حيث أدرس الموضوع بكل تفاصيله في ذهني وأخيراً عندما أنقله على الورق أتعب كثيراً.

## أشخاص تأثر بهم
كان قد تأثر كثيراً بالأستاذ جمال الدين الأفغاني ودعوته لنبذ الاستبداد ونيل الحريات ولو بالقوة، وكان يردد آراءه وآراء تلميذه الأستاذ محمد عبده، وترجم كثيراً من تلك الآراء إلى اللغة التركية، وأفراد لمقالات الأستاذ محمد فريد وجدي حيزاً كبيراً من جريدته، وترجم كتاب الأستاذ فريد «المرأة المسلمة».
تأثر بالشاعر الكبير محمد إقبال وصيحاته الثائرة، وقد أخبر عنه صديقه الأديب الدكتور عبد الوهاب عزام:
"كم تحدثناً وقرأنا في سيرنا وجلوسنا في الأداب الثلاثة: العربية والفارسية والتركية، وكنت أحب أن أقرأ عليه شعره، وكان يسره أن يستمع إليه، وكانت كل أحاديثنا وقراءاتنا متعة نجتمع فيها على الفكر والذوق والأمل والألم، وكان أطيب المجالس مجلساً نفرغ فيه إلى شعر محمد إقبال، فقد عرفني بإقبال يوم أعارني ديوانه "بيام مشرق" فإذا صفا الوقت عمدت إلى أحد كتب إقبال فقرأت، واستمع مقبلاً مستغرقاً، يقطع إنشادي في الحين بعد الحين بالاستعادة أو الاستحسان أو التعجب أو التأوه، وأذكر أننا بدأنا كتاب إقبال "أسرار خودي" فوالينا الجلسات حتى أنهيناه إنشاداً ثم أتبعنا به أخاه "رموز بي خودي" فختمناه على شوق إلى الإعادة.
قال عنه: الأستاذ الألماني ريتشارد هرتمان:
«هو مع إحاطته –على العموم- بالحياة الثقافية والسياسية يتعمق من الوجهة الإصلاحية في الدين، وما يعنيه من الرجوع إلى الإسلام يعني به الرجوع إلى الإسلام القديم لا بإبعاد الأمور التي غيرت منه أثناء تطوره التاريخي فحسب، بل أيضاً وقبل كل شيء يريد الوقوف ضد هؤلاء العصريين المندفعيين في تيار الغرب، وضد دعاة المذهب القومي، فهي حركة دينية تريد أن يكون الدين قوة تخضع لها كل الحياة المدنية في غير إضرار بحركة الفرد».
ولم يكن له كبير ذكر في بلاده إلى أن قرر مجلس الأمة التركي في 4 مايو 2007 قراراً باعتبار يوم 12 مارس من كل عام يوماً وطنياً للاحتفال رسمياً بذكرى قبول النشيد الوطني التركي والاحتفاء بشاعره، ولعل في هذا شيئاً من التكريم له والوفاء.

## كتب ودراسات عنه
- شاعر الإسلام محمد عاكف، د.عبد السلام عبد العزيز فهمي، مكتبة الطالب الجامعي، مكة المكرمة، 1984 م.

## روابط خارجية
- محمد عاكف آرصوي على موقع الموسوعة البريطانية (الإنجليزية)
- محمد عاكف آرصوي على موقع ميوزك برينز (الإنجليزية)